# Issos (ville)
Pour les articles homonymes, voir Issos.
 (juillet 2025).
Motif : Article à rédiger selon les normes de Wikipédia, notamment le découpage en sections
Issos (en grec : Ισσος ; en latin Issus) ou Issus est lieu de peuplement ancien situé dans une position stratégique dans la plaine de la province turque du Hatay (sandjak d’Alexandrette), proche de la frontière avec la Syrie.

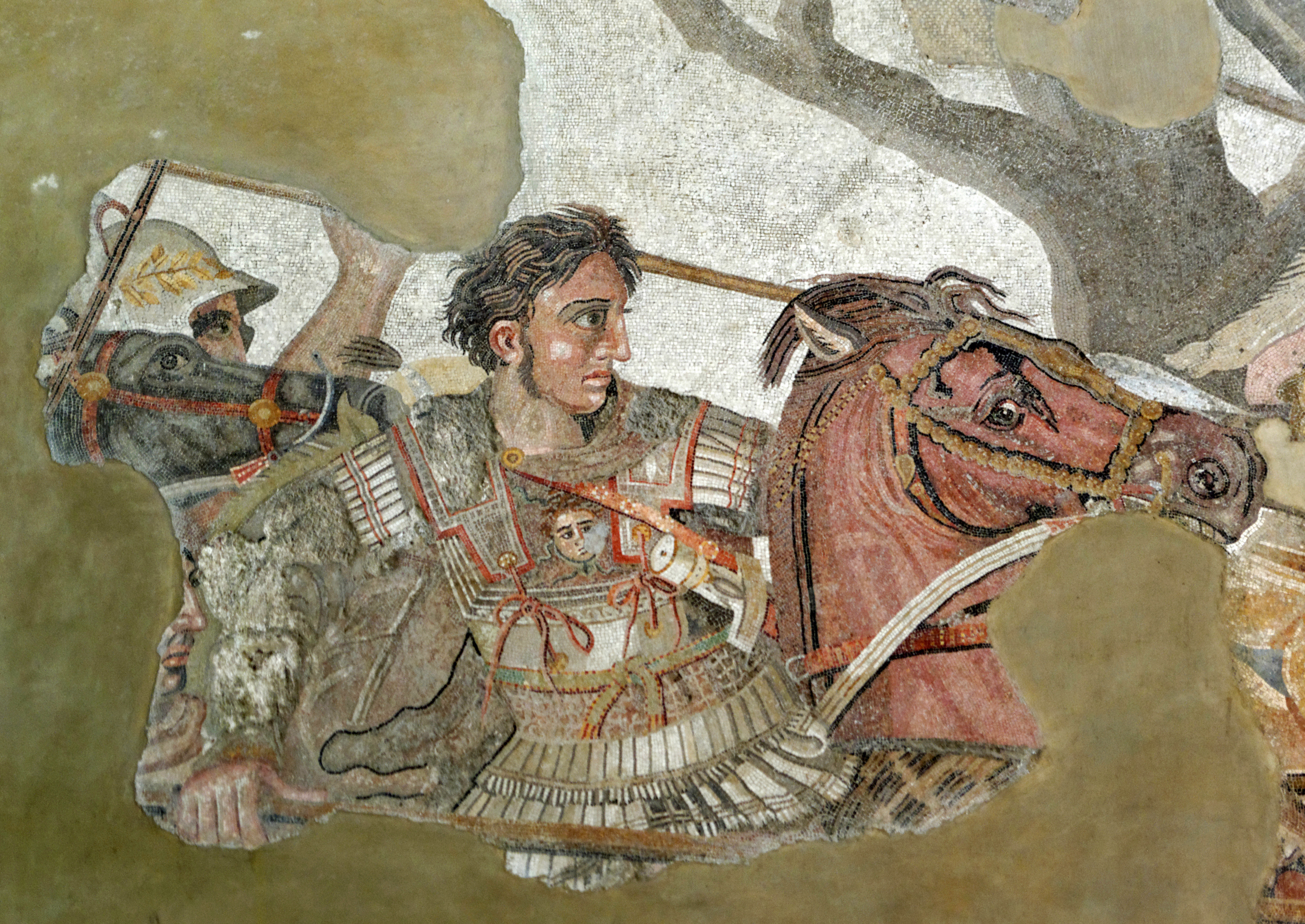
Alexandre et Bucéphale, mosaïque de la bataille d'Issus, Musée archéologique national de Naples.

Elle est connue surtout pour avoir été le théâtre de plusieurs batailles appelées batailles d’Issos :
- la bataille d'Issos, victoire d’Alexandre le Grand contre le roi de Perse Darius III en 333 av. J.-C. ;
- la bataille d'Issos, victoire de l’empereur romain Septime Sévère contre son rival Pescennius Niger en 194 ;
- la bataille d'Issos, victoire de l’empereur byzantin Héraclius contre l'empereur sassanide Khosro II en 622 ; Mahomet aurait prophétisé la victoire des Byzantins dans la sourate[1] intitulée Al-Roum[2].

La ville antique d'Issos n’a pas été localisée de manière certaine, on sait seulement qu’elle était proche de l’emplacement de la ville actuelle d’Iskenderun (Alexandrette) qui a pris la succession d’Alexandrie près d'Issos (en grec : Αλεξάνδρεια της Ισσού ; en latin : Alexandria ad Issum) fondée par Alexandre pour commémorer cette victoire. Il n'est pas certain qu’Iskenderun soit exactement à l'emplacement de la ville d'Alexandrie antique qui venait elle-même de supplanter la cité phénicienne préexistante Myriandros (Myriande/Myriandre) dans le voisinage.

« Après Aegis, c'est Issus qui s'offre à nous. Issus est une petite place pourvue d'un bon mouillage et qui précède immédiatement l'embouchure du Pinarus. Ici auprès fut livrée la bataille entre Darius et Alexandre, et c'est ce qui a fait donner le nom d'Issique au golfe formé par toute cette partie de la côte. »

— Strabon (fin du Ier siècle av. J.-C., début du Ier siècle), « Géographie (XIV, 19) », sur « Méditerranées »
Quelques décennies plus tard, Issos a déjà disparu :

« Au fond du golfe, est un lieu qui fut autrefois le théâtre d’une grande bataille, et le témoin de la défaite des Perses par Alexandre et de la fuite de Darius : c’est là que florissait Issus, qui aujourd’hui n’est plus rien, et d’où le golfe a pris le nom d’Issique. »

— Pomponius Mela (Ier siècle), « La description de la terre. (livre I, Chapitre 13) », sur « Université catholique de Louvain, ITINERA ELECTRONICA ».
Si comme beaucoup le supposent, la rivière Payas est le Pinarus dont parle Strabon, Issos serait aux environs de la ville actuelle de Dörtyol. 
La seule localisation un peu plus précise est celle donnée par Xénophon dans son récit de la campagne de Cyrus en 401 av. J.-C. :

« Cyrus fit en deux marches dix parasanges et parvint au fleuve Sarus, large de trois plèthres. Le lendemain, en une marche de cinq parasanges, on arriva sur les bords du fleuve Pyrame, large d'un stade. De là en deux jours l'armée fit quinze parasanges et se trouva à Issus, dernière ville de la Cilicie. Elle est peuplée, grande, florissante et située sur le bord de la mer. »

— « L'Anabase, livre I, e, Hodoi Elektronikai ».
D'après ce texte, Issus serait à environ quinze parasanges du Pyrame soit environ 80 km, ce qui correspond assez bien à la région. Un peu plus loin dans le même passage, Xénophon écrit que « D'Issus, ce prince, dans une marche de cinq parasanges, vint aux portes de la Cilicie et de la Syrie. », ce qui permet de situer Issos à quelques kilomètres au nord de Dörtyol. 
Les restes d'un aqueduc romain qui traverse la plaine d'Issos (Issos Ovasi dans la toponymie actuelle en turc) sur plusieurs kilomètres laissent supposer qu'il y avait une ville relativement importante dans les environs, mais cet aqueduc alimentait la ville d'Epiphaneia à l'intérieur des terres dans le district d'Erzin.